# Coupe de Luxembourg 1922-1923
La Coppa di Lussemburgo 1922-1923 è stata la 2ª edizione della coppa nazionale lussemburghese disputata tra il 3 settembre 1922 e il 19 aprile 1923 e conclusa con la vittoria del Fola Esch, al suo primo titolo.

## Formula
Eliminazione diretta in gara unica.

## Primo turno
| Squadra 1                | Risultato | Squadra 2                        |
| ------------------------ | --------- | -------------------------------- |
| 3 settembre 1922         |           |                                  |
| AS Luxemburg             | 3 − 1     | The Belval Belvaux               |
| Eclair Bettembourg       | 0 − 3     | Alliance Dudelange               |
| US Esch                  | 4 − 2     | Tricolore Muhlenweg              |
| CS Hollerich             | 1 − 4     | Avenir Beggen                    |
| Hoping Club Burange      | 1 − 14    | Red Black Pfaffenthal            |
| Progrès Grund            | 4 − 0     | Rapid Neudorf                    |
| Progrès Niedercorn       | 3 − 0     | Young Boys Diekirch              |
| Rumelange                | 0 − 3     | Cercle des Sports Rollingergrund |
| The National Schifflange | 7 − 1     | Marisca Miersch                  |
| Jeunesse 07 Kayl         | 2 − 4     | Differdange                      |

## Turno preliminare
| Squadra 1                        | Risultato | Squadra 2                |
| -------------------------------- | --------- | ------------------------ |
| 1º ottobre 1922                  |           |                          |
| AS Luxemburg                     | 3 − 4     | Progrès Niedercorn       |
| Alliance Dudelange               | 1 − 0     | Progrès Grund            |
| Cercle des Sports Rollingergrund | 1 − 2     | The National Schifflange |
| Differdange                      | 2 − 3     | Red Black Pfaffenthal    |
| US Esch                          | 4 − 0     | Avenir Beggen            |

## Ottavi di finale
| Squadra 1                        | Risultato | Squadra 2                |
| -------------------------------- | --------- | ------------------------ |
| 3 dicembre 1922                  |           |                          |
| Alliance Dudelange               | 0 − 3     | Red Boys Differdange     |
| AS Luxemburg                     | 0 − 14    | Fola Esch                |
| Cercle des Sports Rollingergrund | 1 - 7     | US Esch                  |
| Jeunesse Esch                    | 3 − 2     | Red Black Pfaffenthal    |
| Progrès Niedercorn               | 4 − 2     | Tetange                  |
| Racing Club Luxemburg            | 0 − 3     | Hollerich Bonnevoie      |
| Sporting Luxembourg              | 3 − 2     | Progrès Grund            |
| Stade Dudelange                  | 3 − 0     | The National Schifflange |

## Quarti di finale
| Squadra 1           | Risultato   | Squadra 2            |
| ------------------- | ----------- | -------------------- |
| 7 gennaio 1923      |             |                      |
| Fola Esch           | 4 − 1       | Red Boys Differdange |
| Jeunesse Esch       | 2 − 2 3 - 1 | US Esch              |
| Progrès Niedercorn  | 1 - 2       | Hollerich Bonnevoie  |
| Sporting Luxembourg | 3 − 1       | Stade Dudelange      |

## Semifinali
| Squadra 1           | Risultato | Squadra 2           |
| ------------------- | --------- | ------------------- |
| 15 aprile 1923      |           |                     |
| Fola Esch           | 1 − 0     | Jeunesse Esch       |
| Hollerich Bonnevoie | 1 − 0     | Sporting Luxembourg |

## Finale
| Lussemburgo 22 aprile 1923        | Fola Esch | 3 – 0 | Hollerich Bonnevoie | Stadio Josy Barthel (4.000 spett.) |
| \| \| \| \| \| \| Marcatori \| \| |           |       |                     |                                    |
|                                   |           |       |                     |                                    |
| Gol · Gol · Gol                   | Marcatori |       |                     |                                    |